# Matthias Ritter der Jüngere
Matthias Ritter (* 1526 in Eichtersheim; † 14. März 1588 in Frankfurt am Main) war ein deutscher lutherischer Theologe und Pfarrer. Er entstammte der Theologenfamilie Ritter und war von 1552 bis zu seinem Tod Pfarrer  in Frankfurt. Zusammen mit Hartmann Beyer begründete er die lutherische Orthodoxie in der Frankfurter Kirche.

## Leben und Werk
Matthias Ritter war ein Sohn des Diakons Matthias Ritter des Älteren, der 1533 als Prediger nach Frankfurt berufen wurde. Nach dem frühen Tod des Vaters sorgten die Frankfurter Patrizier Philipp Fürstenberger und Justinian von Holzhausen für seine Erziehung. Matthias Ritter der Jüngere absolvierte die Frankfurter Lateinschule von Jacobus Micyllus und studierte ab 1542 Theologie an der Universität Wittenberg als Schüler von Martin Luther und Philipp Melanchthon. 1546 wurde er Hofmeister bei Holzhausen und zog mit dessen Söhnen an die Universität Straßburg, wo er den Reformator Martin Bucer kennenlernte. Anschließend reiste er mit seinen Zöglingen mehrere Jahre durch Frankreich und besuchte in dieser Zeit verschiedene Universitäten.
Im Herbst 1552 kehrte er nach Frankfurt zurück und wurde zunächst Prediger an der Hospitalkirche, später an der Katharinenkirche und der Barfüßerkirche. Frankfurt befand sich damals in einer schwierigen außenpolitischen Lage: Um kaiserlichen Repressalien vorzubeugen und die lebenswichtigen Privilegien der Frankfurter Messe und der Kaiserwahl zu schützen, hatte die lutherische Reichsstadt gegen den Widerstand des Predigerministeriums und der öffentlichen Meinung das Augsburger Interim angenommen und die drei Stiftskirchen St. Bartholomäus, St. Leonhard und Liebfrauen sowie das Dominikanerkloster, das Karmeliterkloster und das Antoniterkloster der katholischen Kirche zurückgegeben. Im Fürstenaufstand 1552 hatte sich die Stadt kaisertreu gezeigt und einer dreiwöchigen Belagerung der lutherischen Fürsten unter Moritz von Sachsen standgehalten. Nach dem Passauer Vertrag vom 2. August 1552 entspannte sich die außenpolitische Lage für Frankfurt, innenpolitisch eskalierte der Streit zwischen Rat und Predigerministerium dagegen. Als der Rat 1553 die Wiedereinführung des Ostermontags anordnete, weigerten sich Beyer und Ritter zu predigen.
Nach dem Augsburger Religionsfrieden 1555 war das lutherische Bekenntnis in Frankfurt endgültig gefestigt. Es folgten jedoch Auseinandersetzungen mit den verschiedenen theologischen Strömungen, die aus der Reformation hervorgegangen waren. Ab 1554 hatten sich calvinistische Flüchtlinge unter Führung von Valérand Poullain und Jan Łaski aus England und den Niederlanden in Frankfurt niedergelassen. Im Zweiten Abendmahlsstreit ergriffen Ritter und Beyer die Partei der Gnesiolutheraner und erzwangen, trotz eines Vermittlungsversuches von Johannes Calvin, der 1556 nach Frankfurt gekommen war, 1561 das Verbot des reformierten Gottesdienstes in Frankfurt. Mit Magister Johann Knipius, dem Rektor der Lateinschule und Anhänger der gemäßigten lutherischen Partei der Philippisten, geriet Ritter in einen so heftigen Streit, dass Knipius 1562 Frankfurt verließ.
Nach Beyers Tod 1577 bemühte sich Ritter als Dienstältester und angesehenster lutherischer Geistlicher um die Annahme der Konkordienformel in Frankfurt, um den Streit innerhalb der lutherischen Theologie zu beenden und zugleich jede Annäherung an die Reformierten unmöglich zu machen. Zwar folgte ihm der Rat darin nicht, doch erreichte er die stillschweigende Anerkennung der Konkordienformel, die künftig von allen Frankfurter Geistlichen bei der Ordination unterschrieben werden musste. 1579 übergab Ritter dem Rat eine erneuerte Frankfurter Kirchenordnung, „wie es mit des Herrn Nachtmahl und Taufe gehalten werden solle“ und übersetzte diese Ordnung auch ins Französische für den Gebrauch der Niederländischen Gemeinde.
1586 erließ das Predigerministerium seine erste Konventsordnung. Danach hatte sich das Ministerium jeden Mittwoch zu versammeln. Ritter als ältester und angesehenster Prediger sollte den Vorsitz übernehmen, Conrad Lautenbach das Protokoll führen.
Ritter starb am 14. März 1588 plötzlich während einer Meditation über die Passion Christi. Er war zweimal verheiratet: Seine erste, 1554 geschlossene Ehe mit der Witwe Peter Mayers blieb kinderlos. Nach ihrem Tod heiratete er 1568 Elisabeth Struppius geb. Deublinger, die Witwe des Sachsenhausener Predigers Ulrich Struppius. Sein älterer Sohn Mathias studierte Theologie an der Universität Marburg, starb aber dort noch vor dem Examen. Der jüngere Sohn Sebastian Ritter (1579–1609) führte die Familientradition fort. Er wurde französischer und teutscher Prediger der Niederländischen Gemeinde Augsburger Konfession in Frankfurt. Ritters Stieftochter Catharina Mayer wurde 1567 Ehefrau des Humanisten Johannes Pistorius.

## Werke (Auszug)
- Vita Lutheri. Von dem Leben und Sterben des Ehrwürdigen Herrn Martini Lutheri etc., aus dem Latein ins Teutsch gebracht, aufs neue fleißig übersehen und gebessert durch Matthiam Ritterum, 1554
- Gegenbericht und Verantwortung der Prädicanten zu Frankfurt am Mayn, auf etliche unbegründete Klageschriften der Welschen. Oberursel 1563 und 1596
- Dialogus, das ist ein Gespräch von dem ehrenrührigen und lästerlichen Urtheil Bruder Johann Nasen zu Ingolstadt, daß alle Lutherische Weiber Huren seyn, Frankfurt 1570
- Titul einer treuen Warnung u. s. w., Frankfurt 1577
- Sieben und zwanzig Predigten von dem Abendmahl und Testament unsers Herrn und Heilands Jesu Christi, Frankfurt bei Sigmund Feyerabend 1584. Die Predigten waren 1582 anlässlich einer Pestepidemie in Frankfurt entstanden

Ein umfangreicher Briefwechsel verblieb im Archiv des Predigerministeriums sowie eine Quellen- und Urkundensammlung im persönlichen Nachlass, die sein Nachfahre Johann Balthasar Ritter in der 1726 erschienenen Kirchengeschichte Evangelisches Denkmal der Stadt Frankfurt am Main verarbeitete.